# Talan (isola)
Talan (in russo Талан?) è un'isola russa che si trova nel Mare di Ochotsk, dalla parte occidentale della baia del Tauj (Тауйская губа). Amministrativamente appartiene all'Ol'skij rajon dell'Oblast' di Magadan, nell'Estremo Oriente russo. È situata a est della penisola di Chmitevskij e a nord dell'isola di Spafar'ev.

## Fauna
L'isola è nota per avere una delle più grandi colonie di uccelli marini della parte settentrionale del Mare Okhotsk. Il numero totale di individui è di circa 1,8 milioni, che ogni giorno mangiano circa 200 tonnellate di pesci e invertebrati marini. Sull'isola si trovano 147 specie diverse di uccelli, soprattutto migratori, che usano l'isola come zona di sosta e di riposo. Le specie che nidificano sono solo 21, tra cui: il gabbiano dorsoardesia, gabbiani del genere Rissa, due tipi di uria, la pulcinella di mare, la pulcinella dai ciuffi, l'alca minima,
l'alca minore crestata, l'alca minore pappagallo, l'uria dagli occhiali, e diversi cormorani del genere Phalacrocorax. Ci sono inoltre alcune specie rare come l'aquila di mare di Steller e il falco pellegrino.